# フィスト・ドロップ
フィスト・ドロップ（Fist Drop）は、プロレス技の一種である。正拳落とし（せいけんおとし）、拳落とし（こぶしおとし）とも呼ばれる。

## 概要
仰向けに倒れている相手の頭部、顔面、喉元などへ、前方または横方向に倒れ込みながら、自らの拳を打ち付ける技である。コーナー最上段もしくはセカンドロープからジャンプして投下するダイビング式もある。ジェリー・ローラーの得意技として知られる。

## 主な使用者
- ジェリー・ローラー - セカンドロープからのダイビング式が最大の必殺技である。
- トミー・リッチ
- ランディ・ローズ - ビッグ・ローズの名称で使用。
- ホンキー・トンク・マン
- ロード・ウォリアー・ホーク
- テッド・デビアス
- テッド・デビアス・ジュニア
- マイク・カーシュナー
- マーティ・ジャネッティ
- ジミー・ジャック・ファンク
- ジョン・シナ - ファイブ・ナックル・シャッフルの名称で使用。オリジナルのムーブから技に入る。
- ザ・グレート・カブキ - 正拳突きの名称で使用。ローラー同様、セカンドロープ上からの一撃をフィニッシュとして多用していた。
- 渕正信 - 座り込むようにして決めるタイプを使用。ダイビング式も得意とする。
- 大森隆男 - その場で大きくジャンプしてから倒れ込み式で決める。